# João Correia (ciclista)
João Miguel Da Silva Correia, nascido em 10 de fevereiro de 1975 em Portugal, é um ciclista português, profissional entre 2008 e 2010.

## Biografia
João Correia nasce em 10 de fevereiro de 1975 em Portugal. À idade de onze anos, instala-se nos Estados Unidos com a sua família. Começa o ciclismo durante a sua juventude e resulta corredor profissional em 1995 na equipa portuguesa Kissena. Ele integrou no mesmo ano a Universidade Fordham de Nova Iorque. Não chega  a cumuler estas duas atividades e agarra o ciclismo.
Está contratado pelo grupo de meios de comunicação Hearst Corporation após ter obtido o seu diploma universitário. Começa a tomar do peso a esta época, até 93 kg (205 pounds). Resulta depois que assiste publisher de Bicycling magazine.
Desejando perder do peso, João Correia retoma o ciclismo e treina-se ao menos duas horas a cada noite. Chega a perder 27 kg (60 pounds).
Em 2007, disputa o Campeonato de Portugal em estrada, cuja toma a décimo segundo lugar. Está contratado em 2008 pelo equipa continental estadounidense Bissell, todo continuando a exercer o seu trabalho.
Em contacto desde vários anos com Gerard Vroomen, cofundador da sociedade de bicicletas Cervélo, apanha a equipa Cervélo TestTeam em 2010. A equipa dissolve-se em final de estação, e decide de pôr um termo à sua carreira
Resulta agente de corredores e obtém um certificado UCI para exercer esta atividade de 2012 a 2015. Atende sobretudo de Laurens ten Dam, Gerald Ciolek e Adrien Costa